# Family (band)
Family was een Britse rockband uit Leicester (Engeland), die van 1966 tot 1973 onder deze naam actief was.

## Geschiedenis

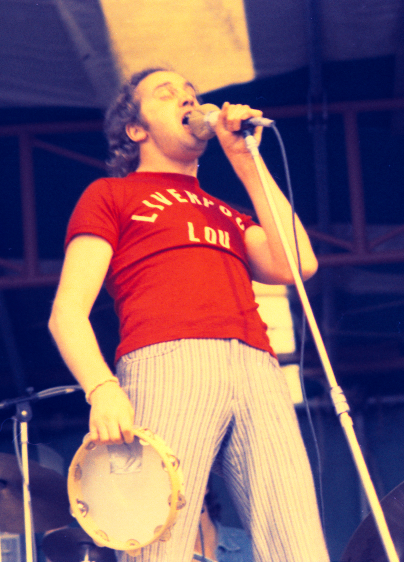
Roger Chapman in 1974

In 1962 vormden vier studenten (John "Charlie" Whitney, Tim Kirchin, Harry Ovenall en Jim King) aan het Leicester Art College de rhythm-and-bluesgroep The Farinas. Rick Grech verving in 1965 Kirchin en een jaar later voegde Roger Chapman zich bij de groep. Nadat ze een tijdlang onder de naam The Roaring Sixties op hadden getreden, kozen de bandleden in het najaar van 1966 de naam Family. De Amerikaanse muziekproducent Kim Fowley bedacht deze naam, omdat de bandleden indertijd vaak pakken met een dubbele rij knopen droegen, waardoor ze op maffiosi leken.
Na een optreden in de Marquee Club in april 1967 werd in oktober dat jaar hun eerste single, "Scene through the Eye of a Lens" met op de B-kant "Gypsy Woman", door Liberty Records uitgegeven. Jimmy Miller verzorgde de muzikale productie van deze weinig succesvolle single. Ovenall werd gevraagd om de band te verlaten en hij werd vervangen door Rob Townsend. Ze sloten een platencontract met Reprise Records en waren de eerste muziekgroep uit het Verenigd Koninkrijk die zowel bij het Britse als het Amerikaanse label tekende.
Hun debuutalbum, Music in a Doll's House, zou door Jimmy Miller worden geproduceerd, maar hij had met het Rolling Stones-album Beggars Banquet te veel omhanden en staat daarom enkel genoemd als co-producent van de liedjes "The Breeze" en "Peace of Mind". Het album werd grotendeels geproduceerd door Dave Mason (van Traffic) en de geluidstechnici van dienst waren Eddie Kramer en George Chkiantz. De opnamen vonden in het voorjaar van 1968 plaats in de Olympic Studios te Londen. Mason schreef het liedje "Never Like This" en Family speelde in februari 1968 op diens single "Just For You". Het psychedelische Music in a Doll's House werd in juli 1968 uitgegeven en bereikte de vijfendertigste plaats in de Britse hitlijst.
In februari 1969 gaf Reprise Family Entertainment uit, waarop de band minder experimenteerde dan op het voorgaande album. Het bereikte de zesde plaats in het Verenigd Koninkrijk. Hierna volgde in april 1969 een teleurstellende toer door de Verenigde Staten. Een dag vóór de reis had Grech de band verlaten voor Blind Faith. Hij werd op aanraden van toermanager Peter Grant vervangen door John Weider (van Eric Burdon en The Animals). Bij een optreden met Ten Years After en The Nice in het door Bill Graham opgerichte Fillmore East raakte Chapman slaags met Graham, nadat hij de controle over zijn microfoonstandaard verloor en deze in de richting van Graham gooide. Aan het eind van de toer verloor Chapman zowel zijn stem als visum. De band keerde terug naar het Verenigd Koninkrijk, waar ze in Hyde Park voor The Rolling Stones openden en op het Isle of Wight Festival speelden. In het najaar van 1969 werd King naar aanleiding van "onvoorspelbaar gedrag" vervangen door multi-instrumentalist John "Poli" Palmer.
Het zelfgeproduceerde derde studioalbum, A Song for Me, werd in 1970 uitgegeven. De muzikale stijl op dit album was een combinatie van hard- en folkrock. In dat jaar speelden ze op het Holland Pop Festival (te zien in de film Stamping Ground) en wederom op het Isle of Wight Festival. In november 1970 gaf Reprise het album Anyway uit, met op de eerste helft nieuw materiaal dat de band in Fairfield Hall te Croydon (Engeland) had opgenomen en op de andere helft werk uit de studio.
In juni 1971 verruilde Weider de band voor Stud. Hij werd vervangen door John Wetton (van Mogul Thrash), die kort ervoor een uitnodiging van Robert Fripp om zich bij King Crimson te voegen, had afgeslagen. Na een jaar vertrok hij alsnog naar King Crimson en werd vervangen door bassist Jim Cregan. In deze bezetting toerde de band met Elton John door de Verenigde Staten en Canada.
In het najaar van 1973 speelde Family een afscheidstournee door het Verenigd Koninkrijk, die eindigde met een concert in Leicester.

## Discografie
- Music in a Doll's House (1968)
- Family Entertainment (1969)
- A Song for Me en Anyway (1970)
- Fearless (1971)
- Band Stand (1972)
- It's Only a Movie (1973)